# Мак'яйолі

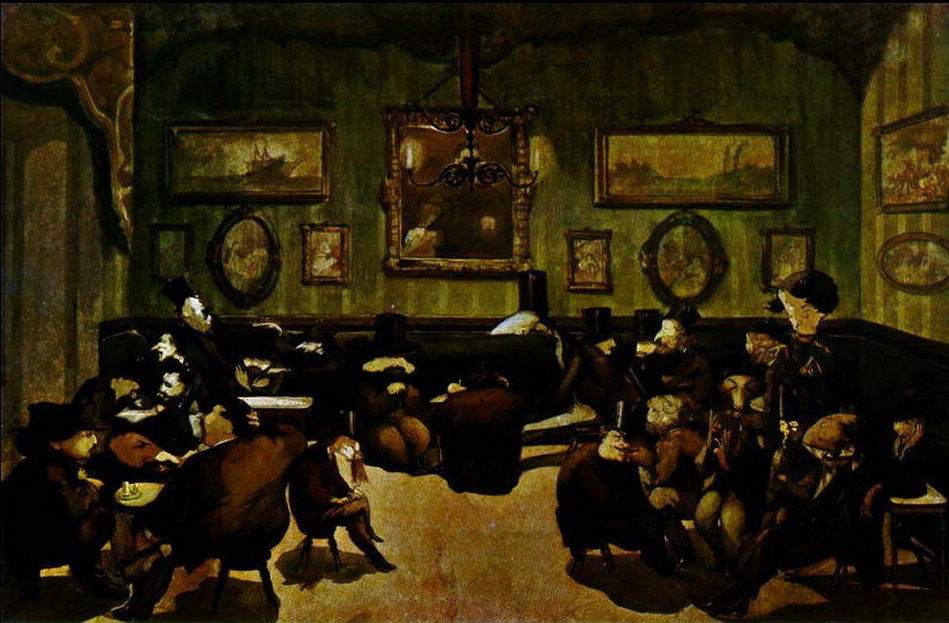
Худ. Адріано Чечоні. «Кафе „Мікеланджело“ у Флоренції», де збирались художники, 1861 р.

Мак'яйолі (італ. Macchiaioli) — назва творчого товариства художників з міста Флоренція, що працювали в період 1855—1880 рр. в Італії

## Попередники

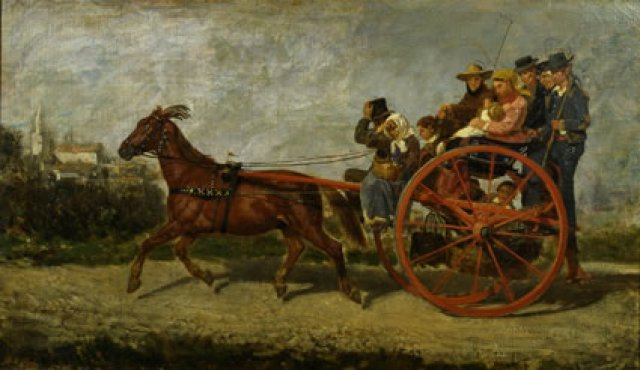
Філіппо Паліцци. «Давній неаполітанський візок»

На перші місця в суспільному житті Італії середини 19 ст. вийшли не проблеми мистецтва, а проблеми національно-визвольної боротьби проти Австрійської імперії, проблема об'єднання розрізнених земель (дрібних державних утворень) в єдину державу, як то давно відбулося в Великій Британії, Франції, Російській імперії.
По завершенні процесу з'єднання країни в єдине королівство у художників з міста Флоренція визріло прагнення створити нове творче товариство. Ідейна платформа товариства протистояла і пізньому класицизму, і відірваній від реалій літературності романтизму, і академізму 19 ст., що переживав кризу. Дослідники Італії відносять напрямок до реалізму і попередників імпресіонізму в національному мистецтві.
Риси національного реалізму вже мали місце в мистецтві П'ємонту та у неаполітанських художників, найбільш відкритих до новітніх тенденцій західноєвропейського мистецтва. Художник з П'ємонту Антоніо Фонтанезі (1818—1882) був справжнім послідовником нуднуватої манери Каміля Коро, що відвідав Італію. Різноманітнішими були сюжети й твори Джачінто Джиганте (1806—1876) та Філіппо Паліцци (1818—1899).

## Назва
Найцікавішим і конструктивним напрямком середини 19 ст. італійці вважають мак'яйолі. Назва походить від слова macchia — плямка. Назву «мак'яйолі» вперше використав якийсь репортер в виданні «Gazzetta del Popolo» 1862 р. Назва спочатку мала несхвальний, іронічний присмак і характеризувала помітну особливість манери художників — працювати яскравішими фарбами та плямками.

## Склад товариства

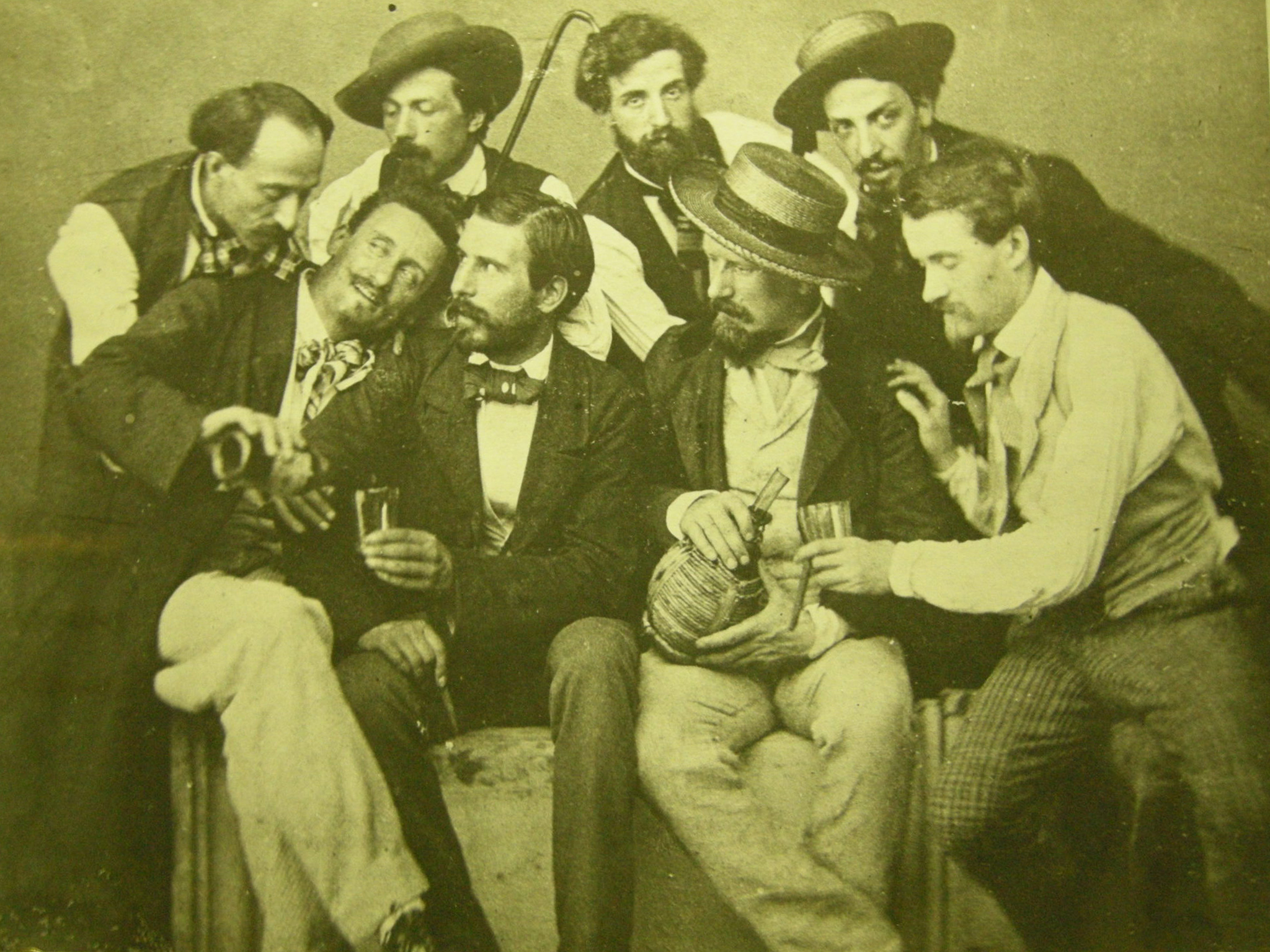
Художники товариства в кафе «Мікеланджело»

Майже всі члени нового товариства були в минулому пов'язані з національно-визвольним рухом на чолі з Джузеппе Гарібальді. Місцем зустрічей товариства стане флорентійське кафе «Мікеланджело», яке теж стане об'єктом зображень художників товариства. До складу товариства увійшли як художники, так і скульптор, серед яких:
- Джованні Фатторі (1825—1902)
- Серафіно де Тіволі (1826 −1892)
- Телемако Сіньйоріні (1835 −1901)
- Джузеппе Аббаті (1836 −1868)
- Сільвестро Лега (1826—1895)
- Одоардо Боррані (1833 −1905)
- Федеріко Дзандоменегі (1841—1917)
- Адріано Чечоні (1836—1886)
- Еугеніо Праті (1842 −1907)
- Вінченцо Кабьянка (1827 −1902) та ін.

Художники товариства багато зробили для відродження колишньої слави митців Італії і вважаються засновниками сучасного живопису країни. Адже вони намагалися зробити сучаснішою художню мову італійського живопису і підкреслити вартість реальності на відміну від міфологічних чи літературних сюжетів.

## Галерея творів

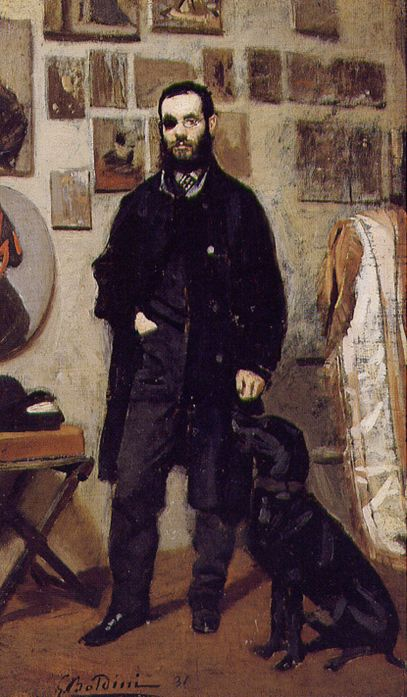
Джузеппе Аббаті, портрет роботи Дж. Болдіні, 1865 р.
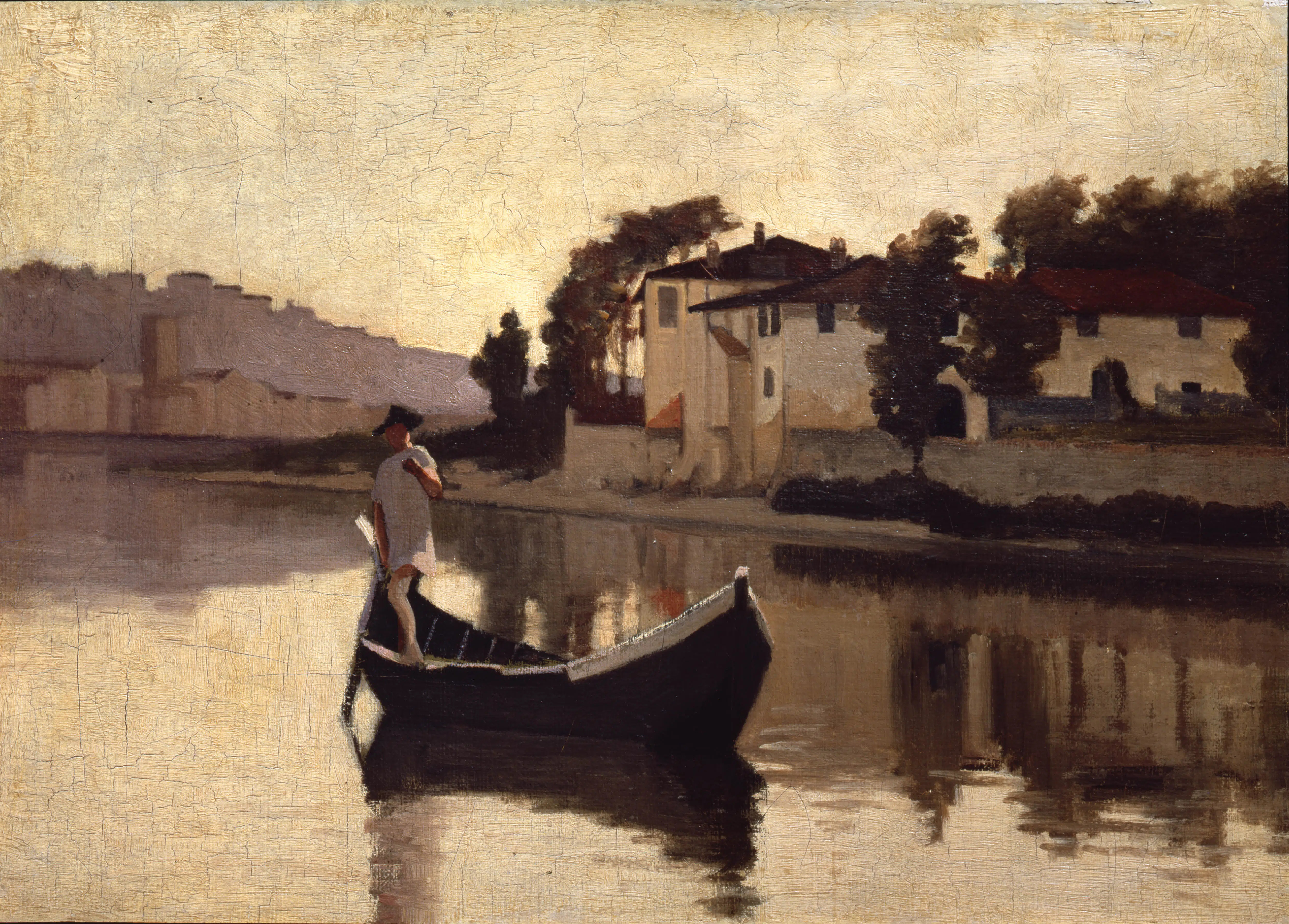
Джузеппе Аббаті. «Річка Арно біля Касаччіа», 1863 р.
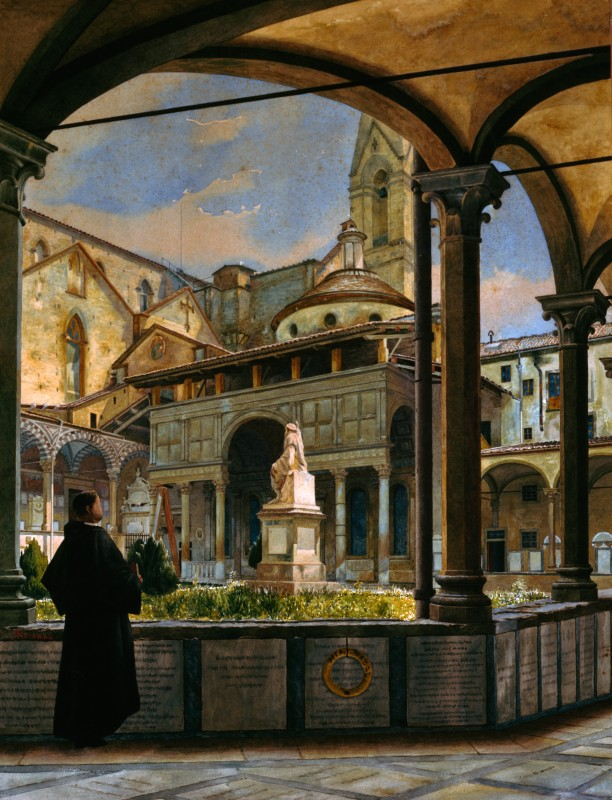
Одоардо Барроні. «Каплиця Пацці в дворику Санта Кроче», 1885 р.
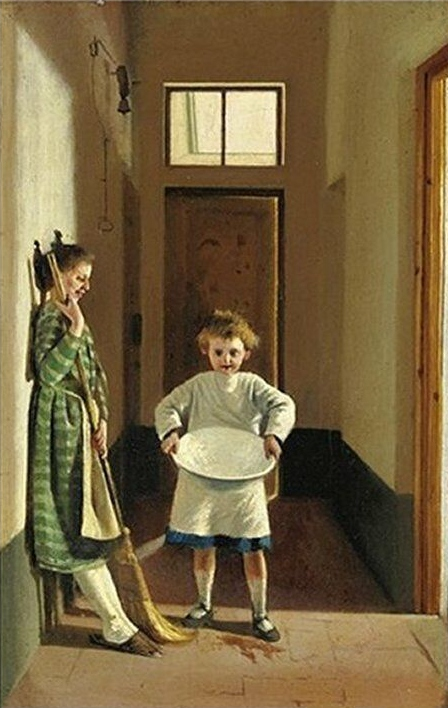
Адріано Чечоні.«Домашні клопоти», 1869 р.
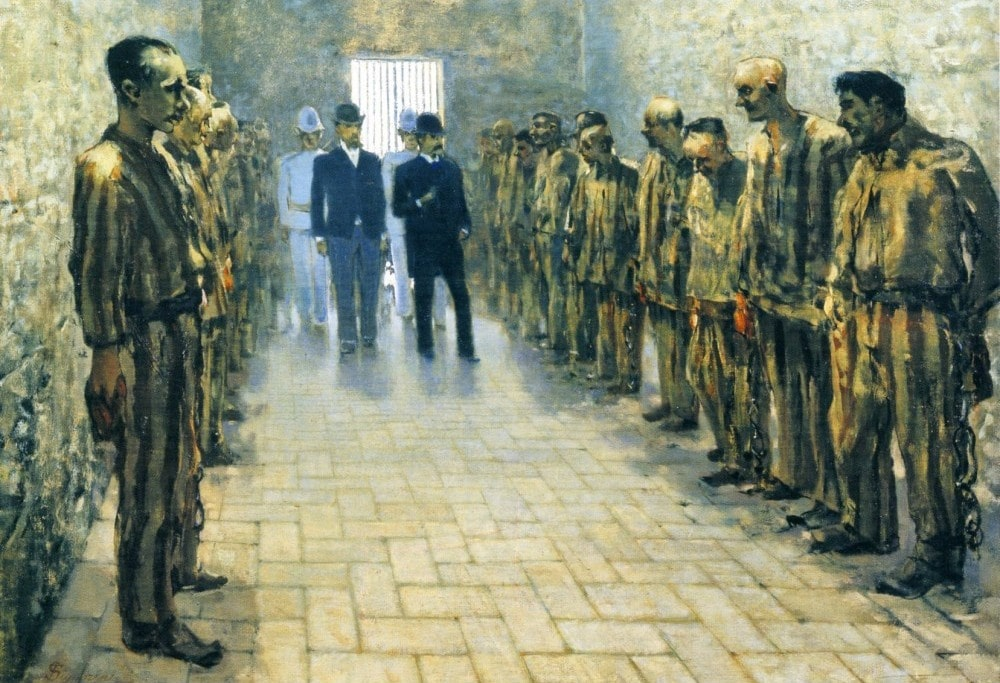
Телемако Сіньйоріні. «В'язниця в Портоферрайо»
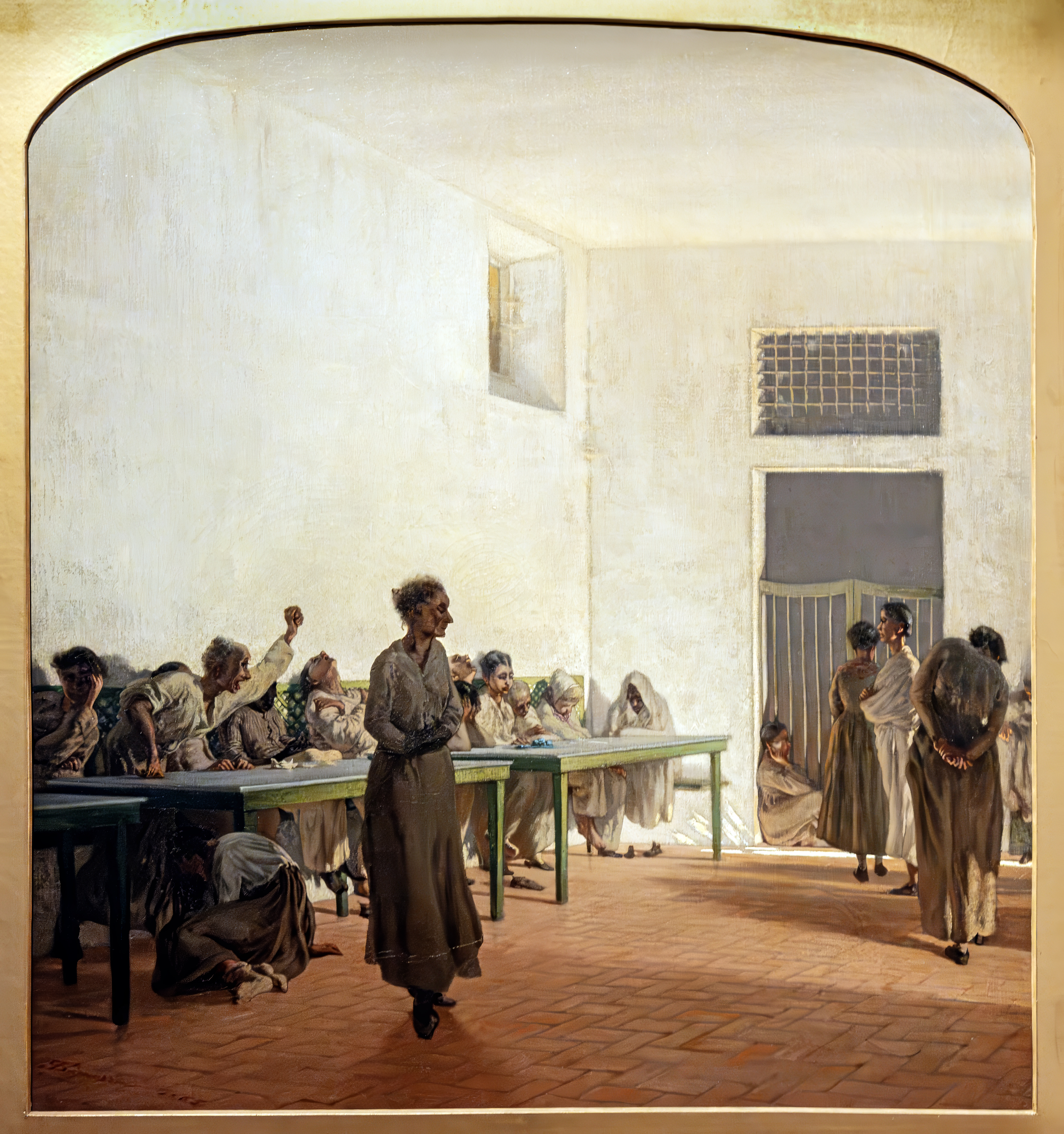
Телемако Сіньйоріні. «Відділок божевільних в лікарні Св. Боніфация», Флоренція, 1865 р.
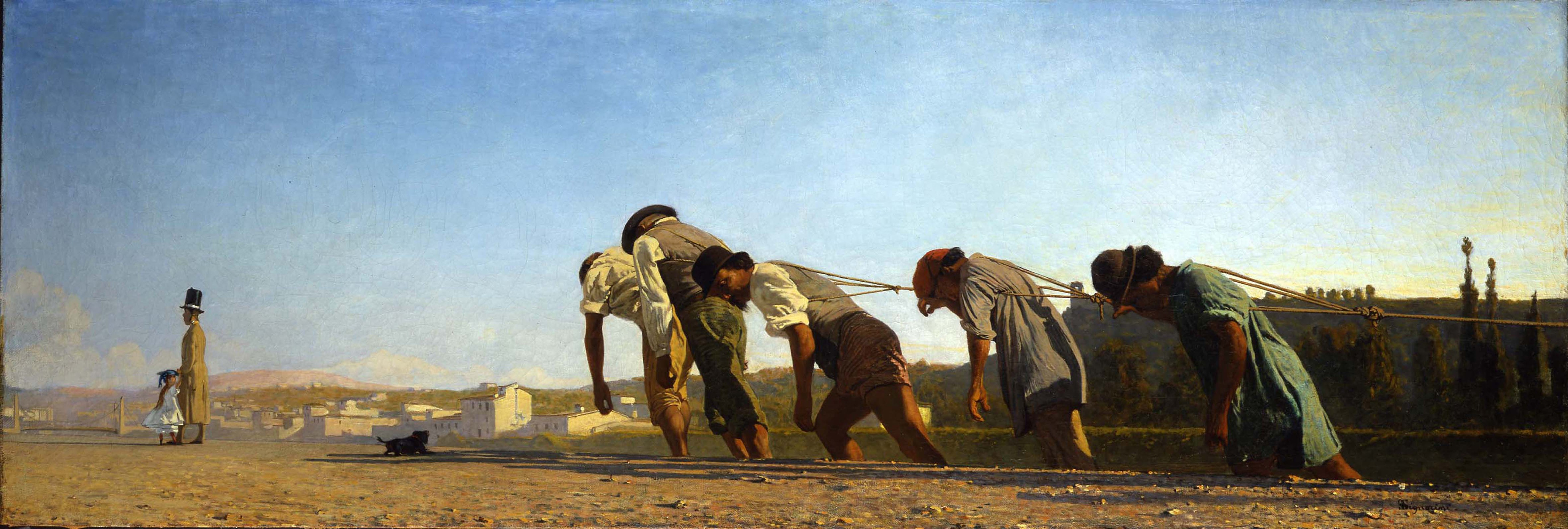
Телемако Сіньйоріні. «Люди дешевші за коней», 1864 р.
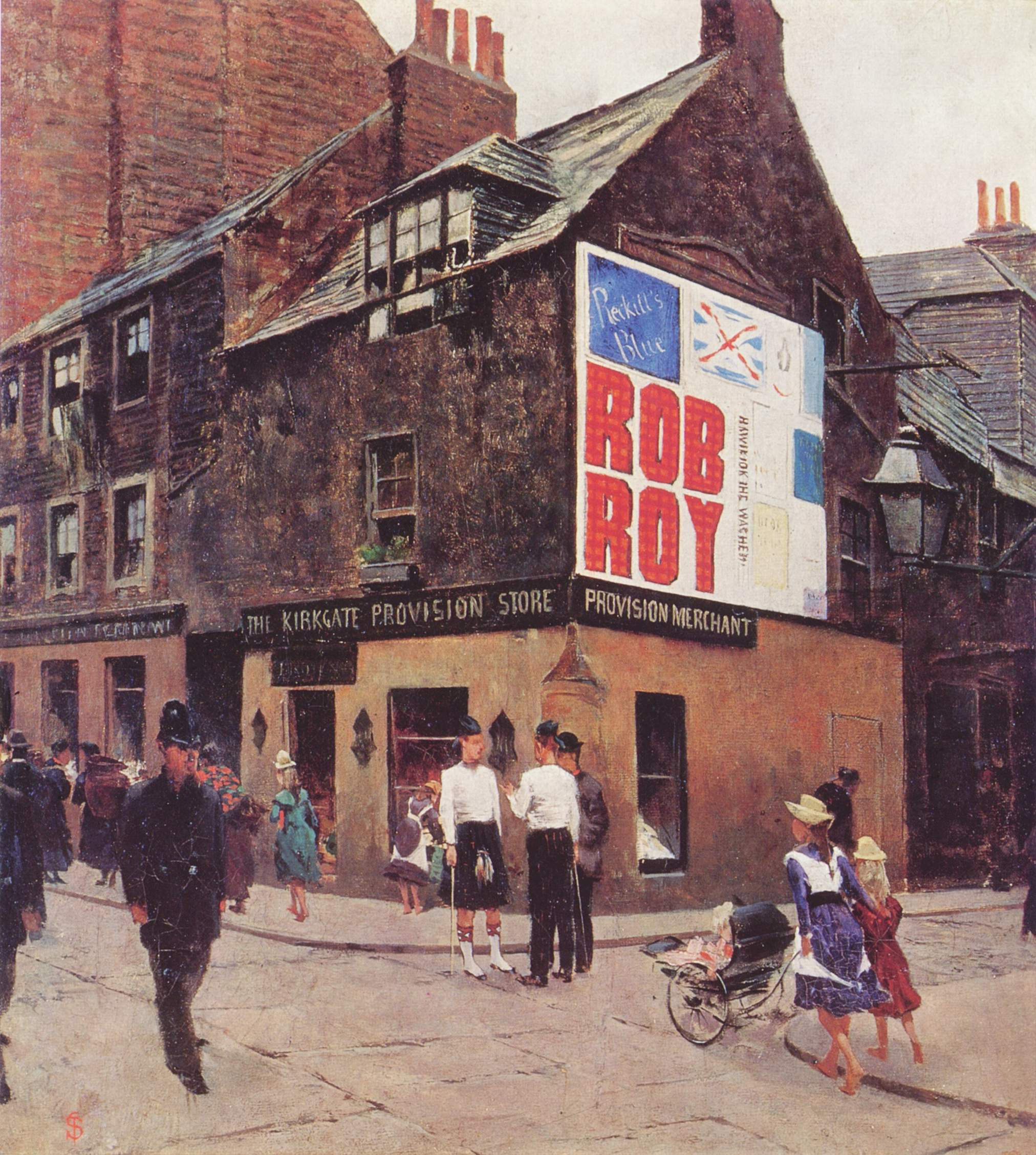
Телемако Сіньйоріні. «Реклама віскі Роб Рой»
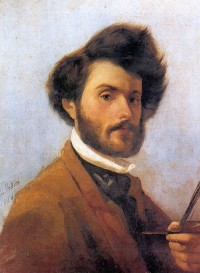
Джованні Фатторі. Автопортрет.
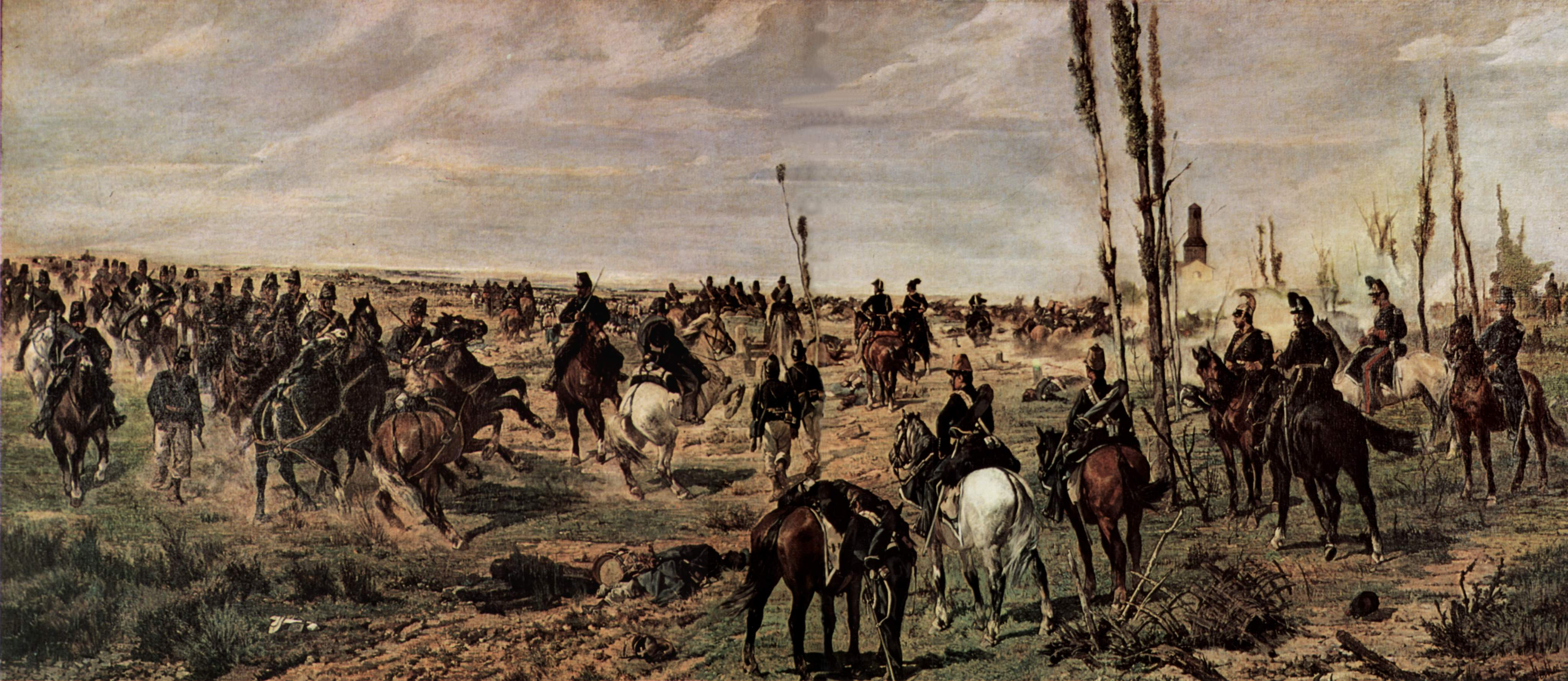
Джованні Фатторі. « Баталія під Монтебелло», 1868 р.
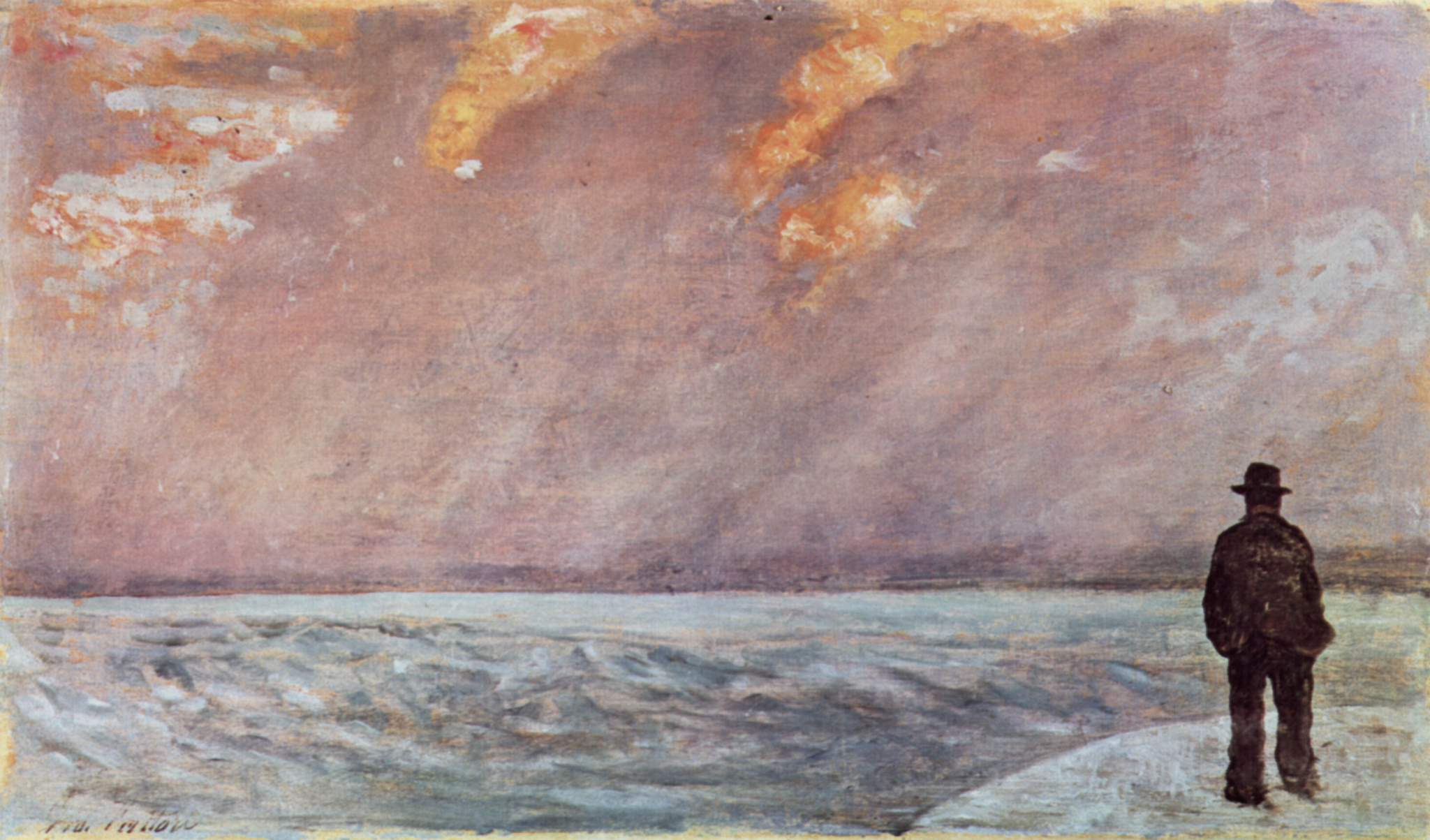
Джованні Фатторі. «Захід сонця над морем»
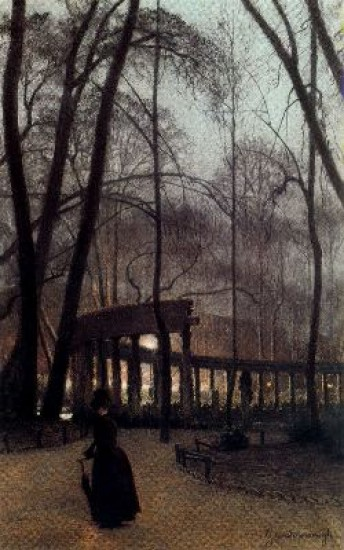
Федеріко Дзандоменегі. «Парк Монсо»

## Постмак'яйолі
Напрямок використав всі можливості розвитку і поступився місцем іншим ідейним напрямкам. Флорентійських художників нового покоління назвали постмак'яйолі, що працювали в період між 1880—1930 роками. До них зараховують — Джованні Бартолена, Оскара Гілья, Плініо Номелліні, Адольфо Томазі, Гульельмо Мікелі, Томазі Аньоло, Лоренцо Віані, Леонелло Капелло та ін. Але кризові тенденції в товаристві розпочалися раніше. Дехто взагалі покинув Італію і перебрався в Париж, перейшовши на формальні позиції імпресіонізму. Після Фатторі мак'яйолі вичерпало можливості розвитку і перетворилося на тосканський провінціализм. Наприкінці 19 століття уособленням віртуозного живопису стануть твори італійця Джованні Больдіні, що працюватиме в Парижі. Традиції національного демократичного живопису знайдуть найкраще втілення у творах Джованні Сегантіні (1858—1899), відкритого як до реалістичних традицій, так і впливів символізму.

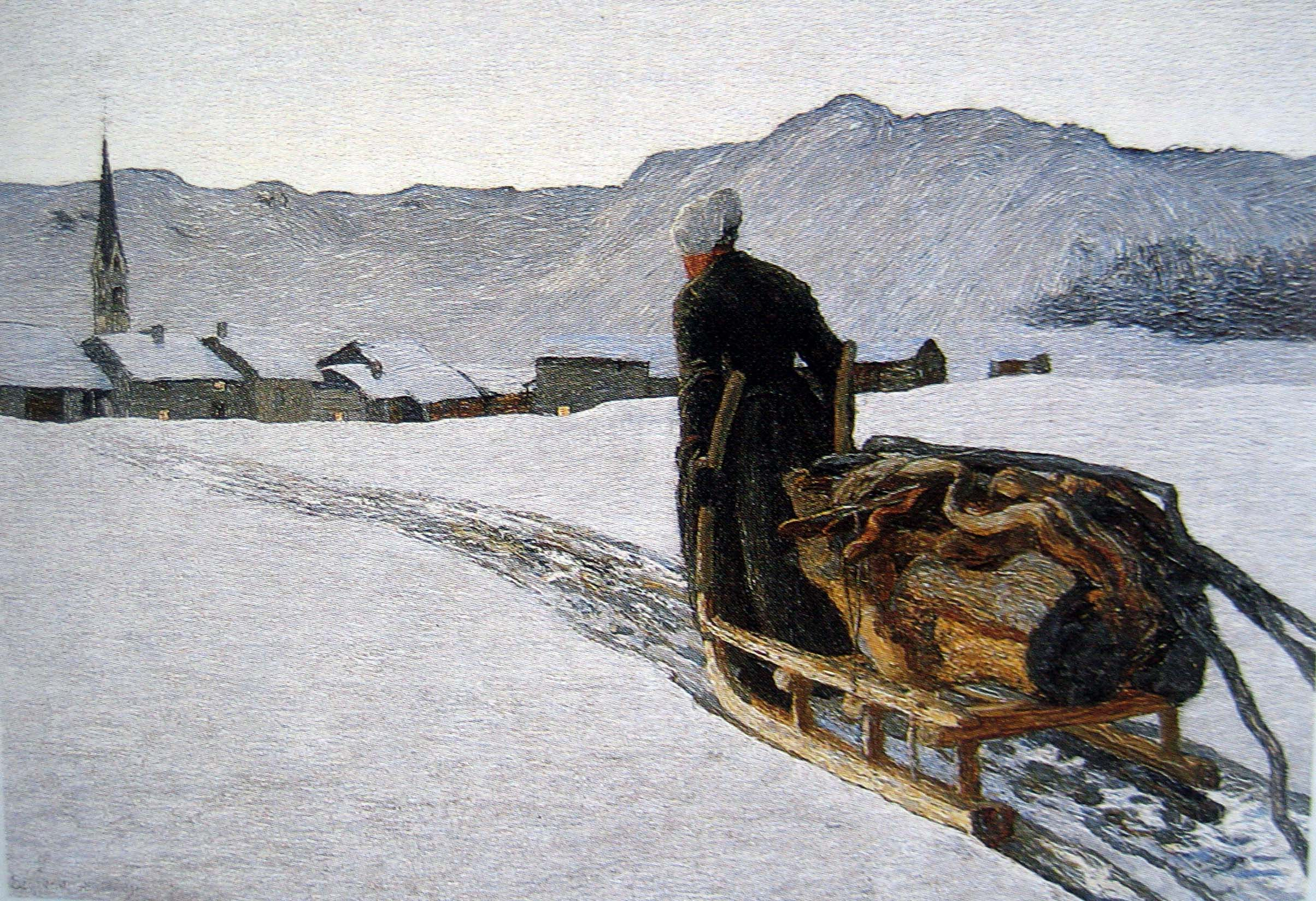
Сегантіні. Селянка тягне дрова взимку
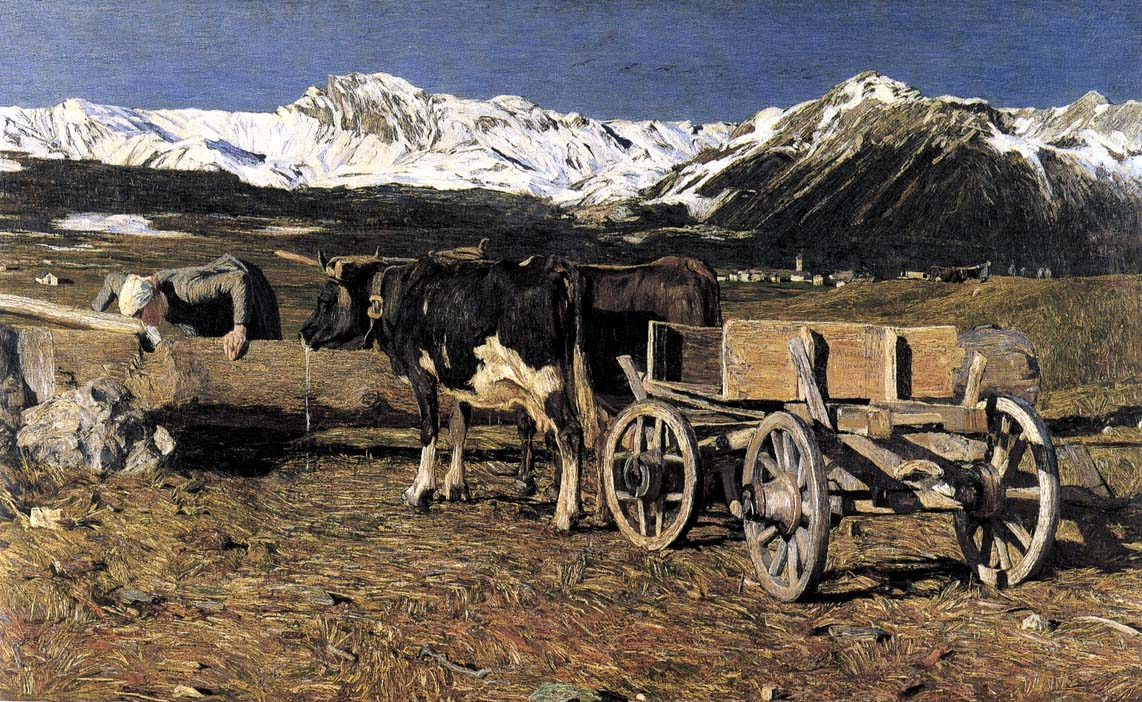
Сегантіні. «На водопої»
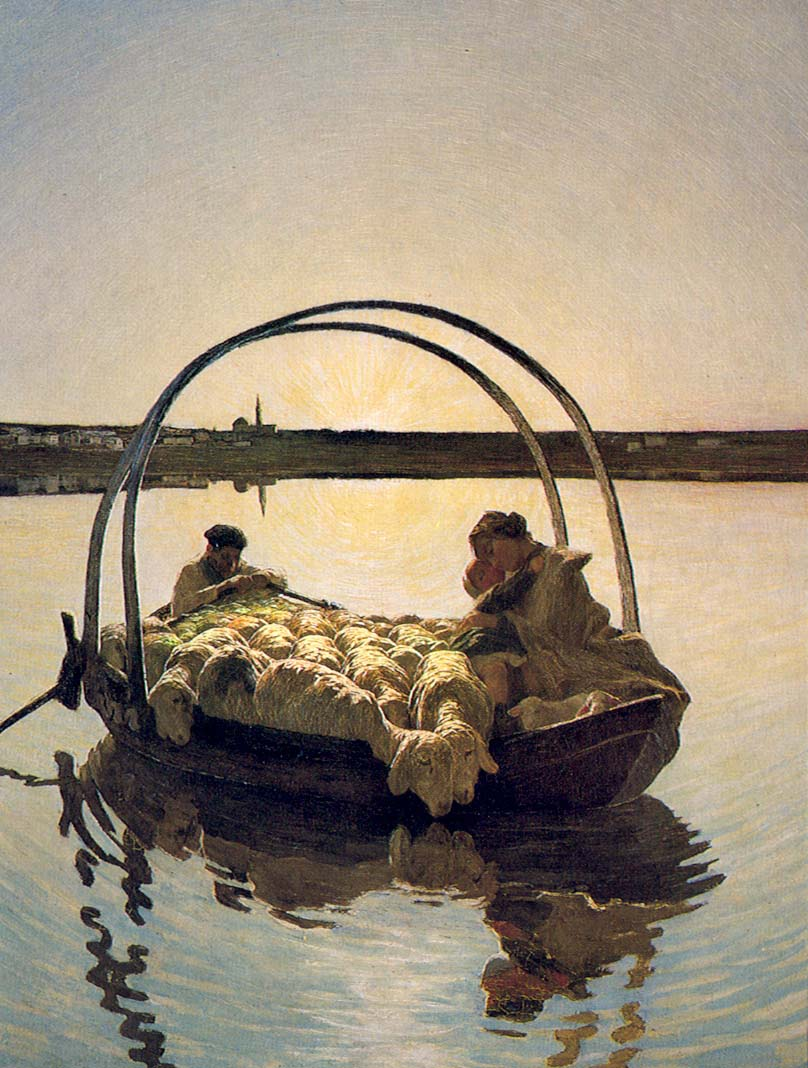
Сегантіні. «Аве Марія»
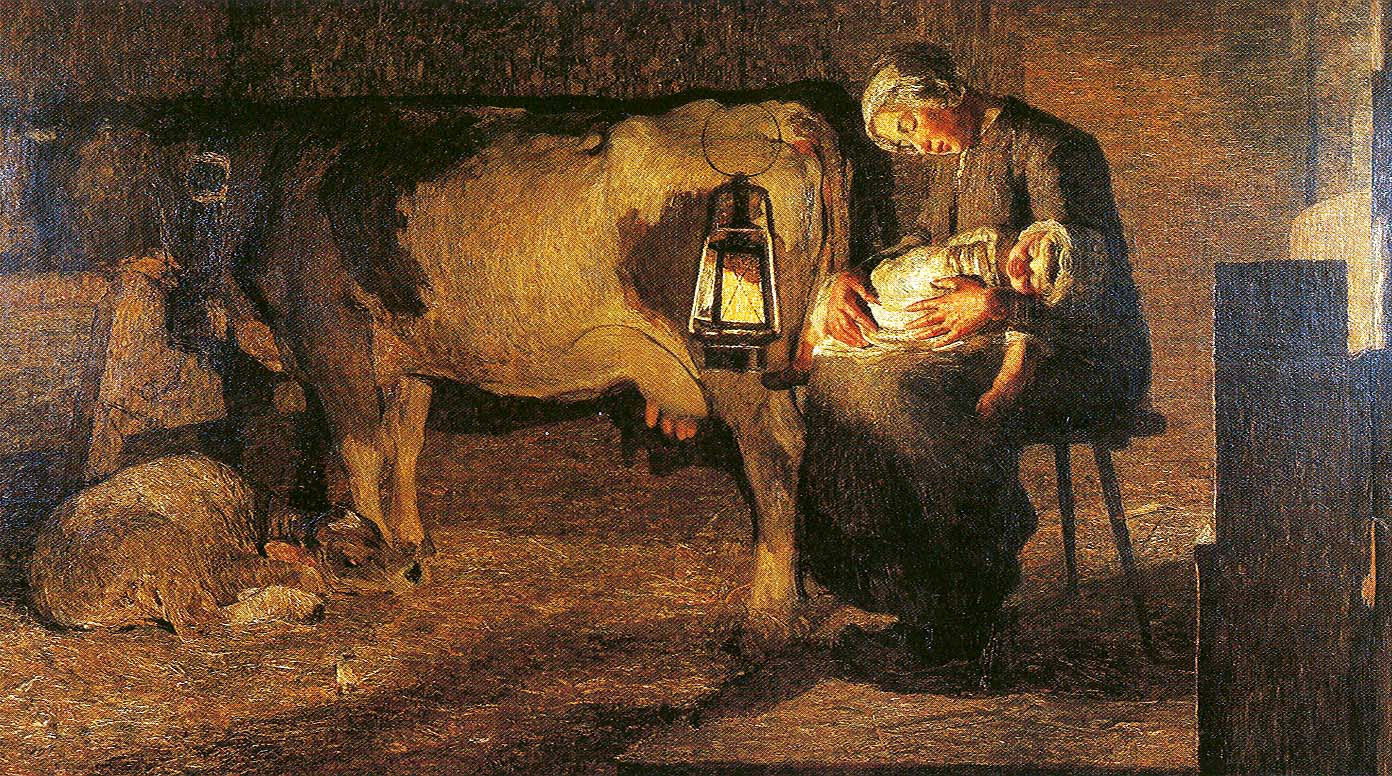
Сегантіні. «Дві матері»

## Див. також

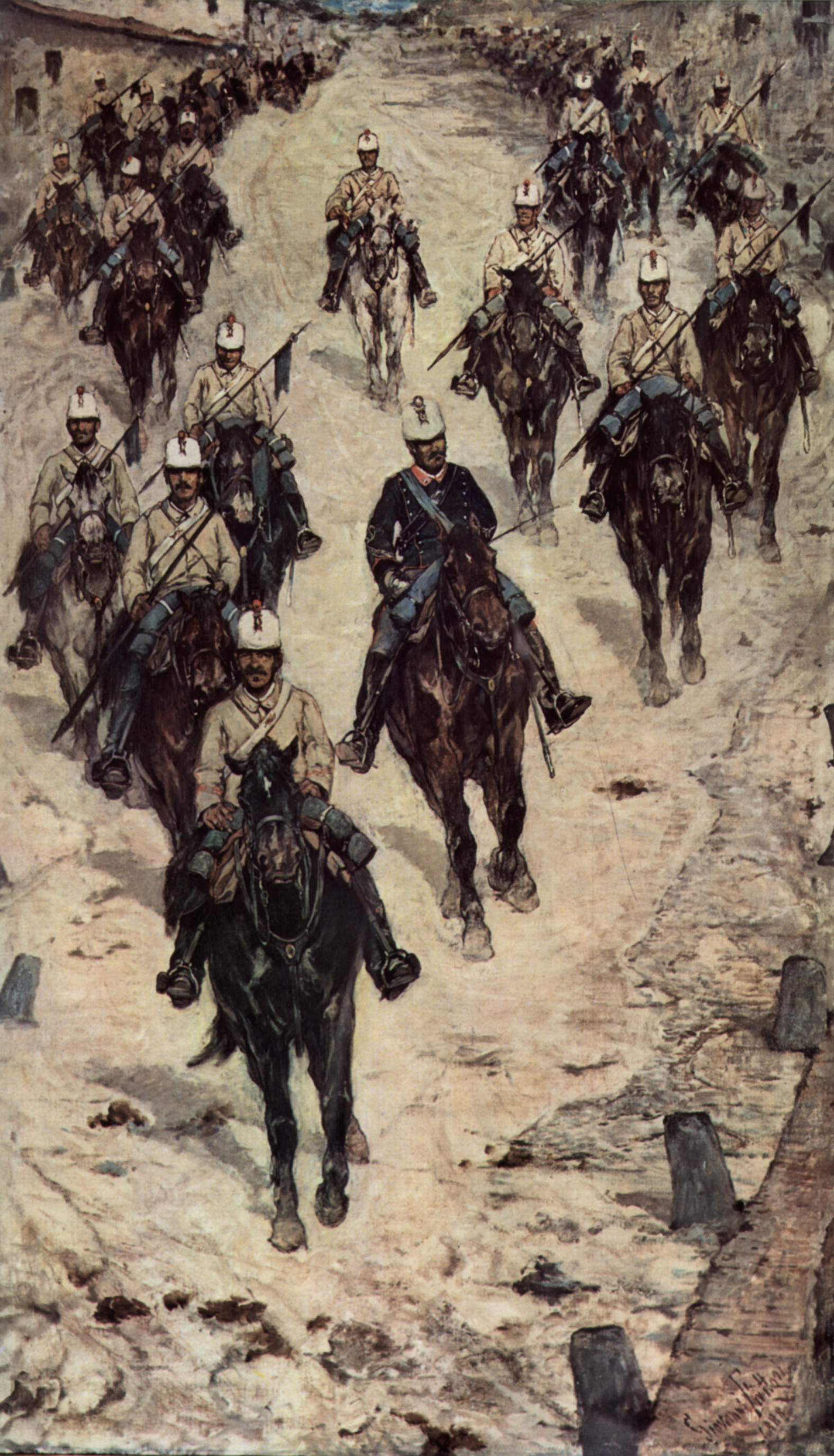
Джованні Фатторі. «Кавалерія на сільській вулиці»